# Soba (Nigeria)
Soba è una delle ventitré aree a governo locale (local government areas) in cui è suddiviso lo stato di Kaduna, in Nigeria. Estesa su una superficie di 2.234 chilometri quadrati, conta una popolazione di 293.270 abitanti.